# 吹上神社 (鴻巣市)
吹上神社（ふきあげじんじゃ）は、埼玉県鴻巣市の神社。

## 歴史
創建年代は不明である。ただ江戸時代後期の地誌『新編武蔵風土記稿』に記載されていることから、その頃には既に存在していたものと推測される。当初は「山王社」と称していた。隣の東曜寺が別当寺であった。
明治初期、神仏分離政策に伴い「日吉社」に改称した。そして近代社格制度に基づく「村社」に列せられた。1907年（明治40年）の神社合祀により周辺の2社が合祀された。そして当時の吹上村にちなみ、「吹上神社」に改称した。

## 交通アクセス
- 吹上駅より徒歩7分。